# Praça Padre Aleixo Monteiro Mafra
Praça Padre Aleixo Monteiro Mafra, também conhecida como Praça do Forró, é uma praça localizada no distrito de São Miguel Paulista, na zona leste do município de São Paulo.

## História

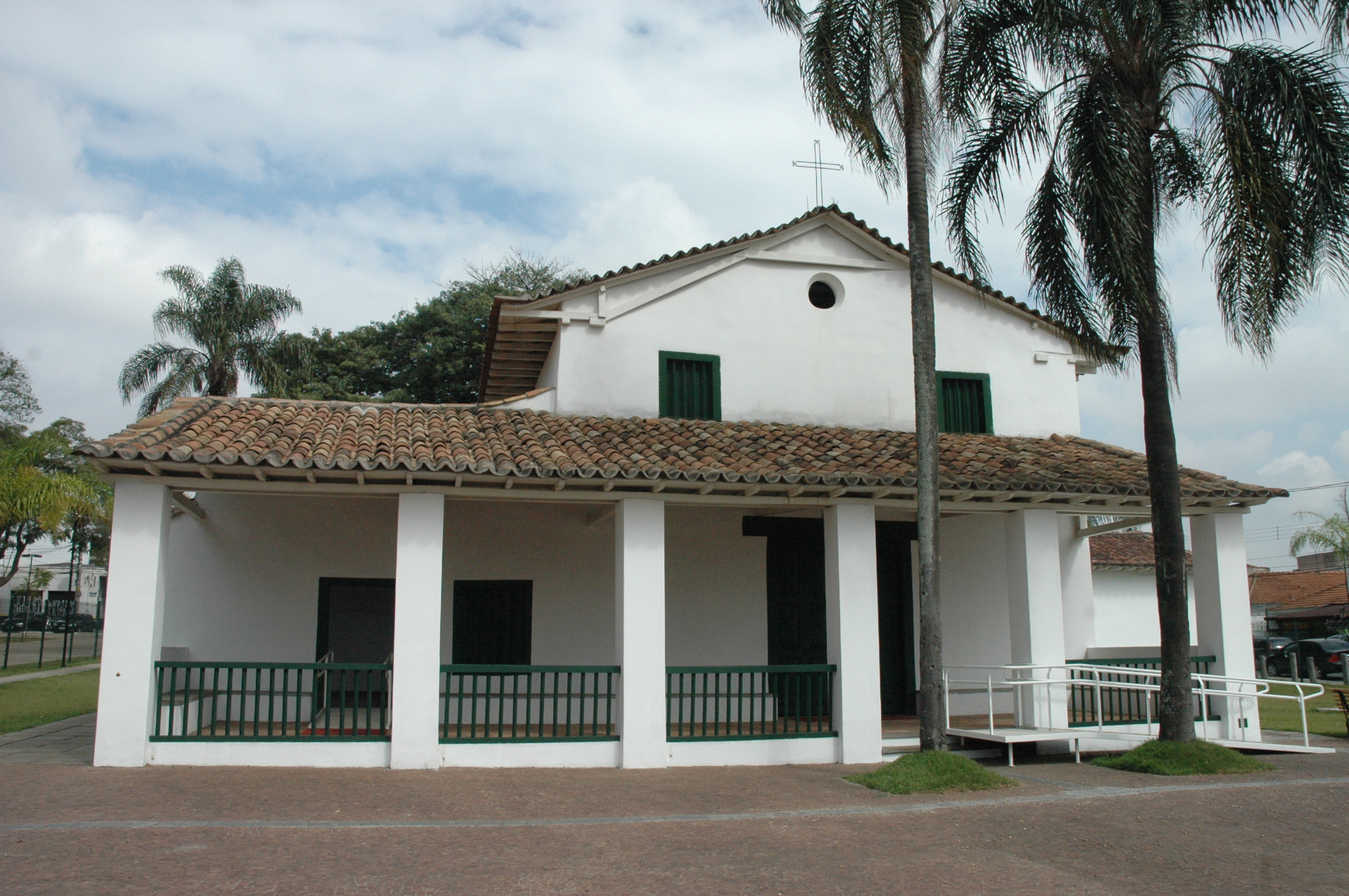
Capela de São Miguel Arcanjo, construída em 1622

Esta praça está localizada no distrito de São Miguel Paulista e tem esse nome por causa de Padre Aleixo Monteiro Mafra, nascido na cidade paulista de Guaratinguetá no dia 11 de fevereiro de 1901. Padre Aleixo chegou ao bairro para tomar posse de sua paróquia (velha capela), no dia 2 de março de 1941.
Antigamente chamava-se Praça Campos Sales e a Igreja Matriz de São Miguel era ainda a velha capela construída em 1622 e mal comportava duzentas pessoas. Padre Aleixo era obrigado a rezar várias missas dominicais para que todos os fiéis pudessem assistir. Quando Padre Aleixo assumiu a paróquia, o bairro possuía cerca de oito mil habitantes, dez anos depois, já eram quase quarenta mil, razão pela qual, a Arquidiocese de São Paulo achou necessária a construção de uma nova Igreja Matriz, em conjunto com Padre Aleixo.
No dia 13 de janeiro de 1952, finalmente foi assentada a pedra fundamental da nova Igreja Matriz, com a presença de personalidades civis e eclesiásticas. No dia 29 de março de 1964, Padre Aleixo foi afastado da Paróquia de São Miguel Paulista pela Cúria Diocesana, após 23 anos de serviços prestados. Seu afastamento não foi devidamente esclarecido, tendo causas contraditórias.
Em 22 de agosto de 1965 é inaugurada a nova Igreja Matriz. Dessa forma a velha capela, que estava ligada ao antigo tempo colonial, cede lugar à nova Matriz, tornando-se apenas um patrimônio histórico e artístico na Praça Padre Aleixo Monteiro Mafra.
Com a perda da paróquia onde havia trabalhado com afinco durante tantos anos, Padre Aleixo sofreu um abalo de saúde e de saudade e no dia de seu 66º aniversário, 11 de fevereiro de 1967, vem a falecer. Em sua homenagem o bairro tem uma de suas principais praças com seu nome, que por causa da grande migração nordestina acabou tendo o apelido de "Praça do Forró", pelo qual é mais conhecida.

## Remodelação da praça
Em 25 de setembro de 1992, na gestão da Prefeita Luiza Erundina, foi inaugurado o palco e outras alterações que alteraram o caráter religioso e histórico da praça. Em março de 2007 a praça passou por reformas, o palco que tinha o formato de chapéu de couro foi demolido e os shows de forró no local foram suspensos. A preservação da Capela de São Miguel Arcanjo foi a justificativa para o fim dos shows, uma vez que em alguns desses shows houve depredação da Capela. 
Atualmente, a Capela de São Miguel abriga o Museu Histórico Ururai, nome da tribo de índios Guaianazes que  ocupava o local desde a época da fundação de São Paulo.
É a única construção de São Paulo que se conserva original com paredes de taipa de Pilão.